# Corrida de São Silvestre de 1940
A Corrida de São Silvestre de 1940 foi a 16ª edição da prova de rua, realizada no dia 31 de dezembro de 1940, no centro da cidade de São Paulo, a largada aconteceu as 23h30m, a prova foi de organização da Cásper Líbero.
O vencedor foi Antônio Alves, da Associação Atlética Guarani com o tempo de 22m14s.

## Percurso
Da Avenida Paulista, esquina da Av. Angélica – Monumento do Olavo Bilac até o Clube de Regatas Tietê, com 7.000 metros.
- Participantes: 1.533 atletas
- Chegada: 400 atletas atravessaram a linha de chegada 10 minutos após a passagem do campeão.[3]

## Resultados

#### Masculino
- 1º Antônio Alves (Brasil) - 22m14s